# Jesko zu Dohna
Jesko Carl Burggraf und Graf zu Dohna–Schlobitten (* 2. Juli 1961 in Mainz) ist ein deutscher Historiker und Archivar. Er leitet seit 1992 das Fürstlich Castell’sche Archiv im unterfränkischen Castell.

## Leben
Jesko Carl Burggraf und Graf zu Dohna–Schlobitten wurde am 2. Juli 1961 in der rheinland-pfälzischen Landeshauptstadt Mainz geboren. Er ist Mitglied der ehemals hochadeligen Familie der Burggrafen und Grafen zu Dohna, die aus dem ostpreußischen Schlobitten, dem heutigen Słobity stammt. Der Großvater Eberhard Richard Emil floh im Zuge der Besetzung Ostpreußens durch die Rote Armee auf das Gebiet der späteren Bundesrepublik. Dohnas Vater Hans Hubertus zu Dohna heiratete im Jahr 1959 Angelika Marie Gräfin zu Castell-Castell und zog mit seiner Familie nach Mainz. Ab 1982 studierte Jesko zu Dohna an der Ludwigs-Maximilians-Universität München mittelalterliche und neuere Geschichte sowie evangelische Kirchengeschichte. Das Studium schloss er mit einer Magisterarbeit zur politischen Orientierung des fränkischen Adels in der Weimarer Republik und dem nationalsozialistischen Deutschland bei Hans Günter Hockerts ab.
Im Jahr 1991 erhielt Jesko zu Dohna einen Werkvertrag zur Erschließung der aus dem 16. Jahrhundert stammenden Zimelien-Bestände in der Bibliothek des Deutschen Historischen Museums in Berlin. Ein Jahr später übernahm er die Leitung des Fürstlich Castell’schen Archivs, der zentralen Gedächtnisinstitution der historischen Grafschaft Castell und des Adelsgeschlechts der Grafen und Fürsten zu Castell. Als Amtsinhaber verfasste zu Dohna eine Vielzahl an Monografien zu Themen, die sich insbesondere um die Geschichte der Grafschaft drehen. Daneben fungierte er immer wieder als Herausgeber von bedeutenden Quellen aus dem Archiv. Seit 2003 hat er darüber hinaus einen Lehrauftrag am Lehrstuhl für Bayerische und Fränkische Landesgeschichte an der Friedrich-Alexander-Universität Erlangen-Nürnberg inne.

## Werke (Auswahl)

### Monografien
- Wie der Silvaner nach Castell kam. Historische Notizen zur ersten bekannten Silvanerpflanzung in Franken (= Casteller Hefte Nr. 14). Castell 1992.
- Carl Fürst zu Castell-Castell (1897–1945) (= Casteller Hefte Nr. 26). Castell 1998.
- „... zur Wohlfahrt und zum Besten des Landes“. Zur Gründungsgeschichte der Castell-Bank vor 225 Jahren. Vortrag am 13. Oktober 1999 in der Castell-Bank Nürnberg und am 3. Dezember 1999 in der Kulturtankstelle Burghaslach (= Casteller Hefte Nr. 29). Castell 1999.
- Gesellschaft für Fränkische Geschichte e.V. Würzburg 2002.
- Das Amt Burghaslach in der Grafschaft Castell. Ausstellung in der Kulturtankstelle Burghaslach. 24. Oktober 2003–2. November 2003. Burghaslach 2003.
- Kulturpfad Auf den Spuren der Grafen zu Castell. Castell und Kitzingen 2004.
- Die „jüdischen Konten“ der Fürstlich Castell’schen Credit-Cassen und des Bankhauses Karl Meyer KG (= Veröffentlichungen der Gesellschaft für Fränkische Geschichte Bd. 45). Wikomm-Verlag, Stegaurach 2006, ISBN 3-866-52045-X. 2 Auflagen.
- mit Kurt Andermann: Auf den Spuren der Fürsten Schwarzenberg in Franken. Scheinfeld 2006, ISBN 3-890-14253-2.
- mit Wolfgang zu Castell-Castell: 950 Jahre Castell. Zur Geschichte des Hauses 1057–2007 (= Casteller Hefte Nr. 32). Verlag Fürstlich Castell’sche Bank, Würzburg 2007.
- Musik in Castell. 60 Jahre Kulturgemeinde, 25 Jahre Casteller Musiktage (= Casteller Hefte Nr. 33). Verlag Fürstlich Castell’sche Bank, Würzburg 2010.
- Dorf im Umbruch. Die Reformation im ländlichen Mainfranken (= Mönchsondheimer Museumsschriften Nr. 1). Iphofen 2017.

### Herausgeber
- mit Martina Heller, Andreas Otto Weber: Die Geschichte des fränkischen Weinbaus. Von den Anfängen bis 1800 (= Franconia Bd. 4). Volk, München 2012, ISBN 978-3-86222-028-1.
- Emma Fürstin zu Castell-Rüdenhausen: Erinnerungen (= Veröffentlichungen der Gesellschaft für Fränkische Geschichte Bd. 23). Wikomm-Verlag, Stegaurach 2014, ISBN 978-3-86652-050-9.
- mit Jane A. Baum, Hans-Peter Baum: Friedrich Reinhard von Rechteren-Limpurg: Die Abenteuer des Grafen Friedrich Reinhard von Rechteren-Limpurg im Mittelmeer und im Amerikanischen Unabhängigkeitskrieg 1770 bis 1782/The adventures of Friedrich Reinhard count of Rechteren-Limpurg in the Mediterranean and the American War of Independence 1770–1782 (= Mainfränkische Hefte Bd. 115). Spurbuchverlag, Baunach und Würzburg 2018, ISBN 978-3-88778-484-3. 2 Auflagen.
- mit Karl Borchardt, Johannes Schellakowsky, Peter A. Süß: Paulus Papius: Chronik der Grafen zu Castell (= Veröffentlichungen der Gesellschaft für fränkische Geschichte Reihe I: Fränkische Chroniken Bd. 8). Verlag PH. C. W. Schmidt, Neustadt an der Aisch 2023, ISBN 978-3-86652-008-0.